# Ярцівка
Ярцівка (біл. вёска Ярцаўка) — село в складі Борисовського району Мінської області, Білорусь. Село належало Метченській сільській раді, розташоване в східній частині області.